# Rolando Navarrete
Rolando Navarrete est un boxeur philippin né le 14 février 1957 à General Santos City.

## Carrière
Passé professionnel en 1973, il devient champion du monde des poids super-plumes WBC le 29 août 1981 après sa victoire par KO au 5e round contre l'ougandais Cornelius Boza Edwards. Navarrete conserve son titre face à Chung-Il Choi puis s'incline le 29 mai 1982 contre Rafael Limón. Il met un terme à sa carrière en 1991 sur un bilan de 54 victoires, 15 défaites et 3 matchs nuls.

## Référence
1. ↑  (en) 1981-08-29 Rolando Navarrete w co 5 (15) Cornelius Boza-Edwards, Pine Stadium, Via Reggio, Italy - WBC